# Jürgen Eschert
Jürgen Eschert (Magdeburg, 24 augustus 1941) is een voormalig Duits kanovaarder.
Eschert won tijdens de Olympische Zomerspelen 1964 de gouden medaille in de C-1 1000 meter.

## Belangrijkste resultaten

### Olympische Zomerspelen
| Editie | Plaats | Resultaten |
| ------ | ------ | ---------- |
| 1964   | Tokio  | C-1 1000m  |

1936: Francis Amyot ·
1948: Josef Holeček ·
1952: Josef Holeček ·
1956: Leon Rotman ·
1960: János Parti ·
1964: Jürgen Eschert ·
1968: Tibor Tatai ·
1972: Ivan Patzaichin ·
1976: Matija Ljubek ·
1980: Ljoebomir Ljoebenov ·
1984: Ulrich Eicke ·
1988: Ivans Klementjevs ·
1992: Nikolai Boechalov ·
1996: Martin Doktor ·
2000: Andreas Dittmer ·
2004: David Cal ·
2008: Attila Vajda ·
2012: Sebastian Brendel ·
2016: Sebastian Brendel ·
2020: Isaquias Queiroz ·
2024: Martin Fuksa
- Gemeinsame Normdatei: 1106418964
- Virtual International Authority File: 24146937735713830636
- WorldCat: E39PBJgxwvCJgvRYX74Ywy4pfq